# Jean-Marie Lovey
Jean-Marie Lovey, C.R.B. (Orsières, 2 de agosto de 1950) es un clérigo católico suizo. Desde 2014 se desempeña como obispo de Sion. Anteriormente, entre 2009 y 2014, fue el superior general de la Congregación Hospitalaria del Gran San Bernardo.

## Familia
Lovey es el octavo de once hijos, fruto del matrimonio entre Emile y Julia Lovey. Es sobrino de Angelin Lovey, ex rector de la Congregación Hospitalaria del Gran San Bernardo.

## Estudios
Antes de entrar en la vida religiosa, realizó y completó estudios de filosofía y teología en la Universidad de Friburgo.

## Vida clerical

### Canonato
El 27 de octubre de 1971, hizo su profesión religiosa entre los canónigos regulares de la Congregación Hospitalaria del Gran San Bernardo. Fue ordenado sacerdote el 15 de junio de 1977. Posteriormente se convirtió en capellán de varias escuelas del Valais. En diciembre de 2008, su predecesor Benoît-Barthélémy Vouilloz dimitió de su cargo al haber cumplido la edad legal de 70 años. El 4 de febrero de 2009, el capítulo de canónigos eligió entonces como sucesor a Lovey. El 14 de junio de 2009, recibió la bendición abacial de Norbert Brunner en la iglesia de Saint Michel de Martigny-Bourg. Ocupó el cargo hasta 2014.

### Episcopado
El 8 de julio de 2014, durante una conferencia de prensa de la diócesis de Sion, Norbert Brunner anunció que Jean-Marie Lovey había sido nombrado por el Papa Francisco para sucederle en la sede de Sion.